# Ibn ar-Ráwandí
Ibn ar-Ráwandí (arabsky ابن الراوندي‎, celým jménem arabsky أبو الحسن أحمد بن يحيى بن إسحاق الراوندي‎, Abú al-Hasan Ahmad ibn Jahjá ibn Ishák ar-Ráwandí * 825, Chorásán – 864 nebo 910) byl perský kritik islámu jakož i náboženství obecně.
Ačkoli se jeho díla nezachovala, jeho názory se dají rekonstruovat prostřednictvím knih jeho kritiků a oponentů, kteří v nich reagovali na jeho názory. Nejvíce fragmentů (v komentářích kritiků) se zachovalo z jeho díla Smaragdová kniha (arabsky كِتَاب الزُّمُـرُّد‎, Kitáb az-Zumurrud').